# Список похороненных на Новодевичьем кладбище (Я)
Новодевичье кладбище является одним из самых известных некрополей Москвы. Оно было образовано в 1898 году вдоль южной стены Новодевичьего монастыря, где имеется дворянский некрополь XIX века. В советское время это было второе по значимости кладбище после некрополя у Кремлёвской стены. Многие могилы Новодевичьего кладбища являются объектами культурного наследия. В данной статье представлен список значимых людей, похороненных на Новодевичье кладбище, фамилии которых начинаются на букву «Я».

## Список
- Яблочкина, Александра Александровна (1866—1964) — актриса Малого театра, руководитель Всероссийского театрального общества, народная артистка СССР; автор памятника Е. Ф. Белашова; 3 уч. 65 ряд рядом с монастырской стеной.
- Языков, Николай Михайлович (1803—1845) — поэт; перезахоронен из Данилова монастыря в 1931 году; 2 уч.13 ряд.
- Яковлев, Александр Сергеевич (1906—1989) — авиаконструктор, академик АН СССР, генерал-полковник, лауреат Ленинской и семи Государственных премий СССР; 11 уч. 1 ряд.
- Яковлев, Борис Иванович (1884—1963) — скульптор, лауреат Сталинской премии; 4 уч. 5 ряд.
- Яковлев, Василий Николаевич (1893—1953) — живописец, действительный член АХ СССР; автор памятника Н. В. Томский; 2 уч. 31 ряд.
- Яковлев, Егор Владимирович (1930—2005) — журналист, главный редактор газет «Московские новости» и «Общая газета» (1992—2002); 3 уч. 64 ряд
- Яковлев, Николай Дмитриевич (1898—1972) — маршал артиллерии; 7 уч. пр.ст. 19 ряд
- Яковлев, Николай Капитонович (1869—1950) — актёр Малого театра, народный артист СССР; 2 уч. 8 ряд.
- Яковлев, Юрий Васильевич (1928—2013) — советский актёр театра и кино, народный артист СССР; 5 уч. 28 ряд.
- Якубовский, Фуад Борисович (1908—1975) — министр монтажных и специальных строительных работ СССР; 6 уч. 28 ряд.
- Якулов, Георгий Богданович (1884—1928) — художник-авангардист; 2 уч. 9 ряд.
- Якушкин, Иван Вячеславович (1885—1960) — растениевод, селекционер, академик ВАСХНИЛ; 8 уч. 4 ряд.
- Яковенко, Марк Григорьевич (1907—1963) — советский военно-политический деятель, вице-адмирал.
- Янгель, Михаил Кузьмич (1911—1971) — конструктор ракетной техники, академик АН СССР, лауреат Ленинской и Государственной премий СССР; 7 уч.пр.ст. 1 ряд.
- Янковский, Олег Иванович (1944—2009) — актёр театра и кино, народный артист СССР; 10 уч. 10 ряд.
- Янсон-Манизер, Елена Александровна (1890—1971) — скульптор, заслуженный деятель искусств РСФСР; 6 уч. 37 ряд рядом с мужем М. Г. Манизером.
- Яншин, Михаил Михайлович (1902—1976) — актёр театра и кино, художественный руководитель театра «Ромэн», главный режиссёр театра имени К. С. Станиславского; 7 уч. лев.ст. 12 ряд.
- Ярон, Григорий Маркович (1893—1963) — актёр и режиссёр Московского театра оперетты, народный артист РСФСР; 6 уч. 1 ряд.
- Яснов, Михаил Алексеевич (1906—1991) — председатель Совета Союза Верховного Совета СССР, Председатель Президиума Верховного Совета РСФСР; 3 уч. 30 ряд.
- Яхнина, Юлиана Яковлевна (1928—2004) — переводчик, литературовед; колумбарий, секция 108.
- Яхонтов, Владимир Николаевич (1899—1945) — артист эстрады, чтец; 4 уч. 49 ряд.